# Cissia penelope
Espèce
 Cissia penelope est une  espèce de papillon de la famille des Nymphalidae et de la sous-famille des Satyrinae de la tribu des satyrini, de la sous-tribu des Euptychiina et du genre Cissia. C'est l'espèce type pour le genre.

## Systématique
Cissia penelope a été décrit par l'entomologiste danois Johan Christian Fabricius en 1775 sous le nom de Papilio penelope

### Noms vernaculaires
Cissia penelope se nomme Penelope's Ringlet ou Penelope Satyr en anglais .

## Description
C'est un papillon d'une envergure aux alentours de 39 mm au dessus beige bordé de trois fines lignes marron parallèles avec aux postérieures, près de l'angle anal, un gros ocelle doublement pupillé de points argentés et cerclé de jaune, et à l'apex des antérieures un petit ocelle lui aussi pupillé d'argent et cerclé de jaune.
Le revers est beige zébré de deux bandes marron avec la même ornementation de fines lignes marron parallèles en bordure, un gros ocelle à l'apex des antérieures et deux aux ailes postérieures.

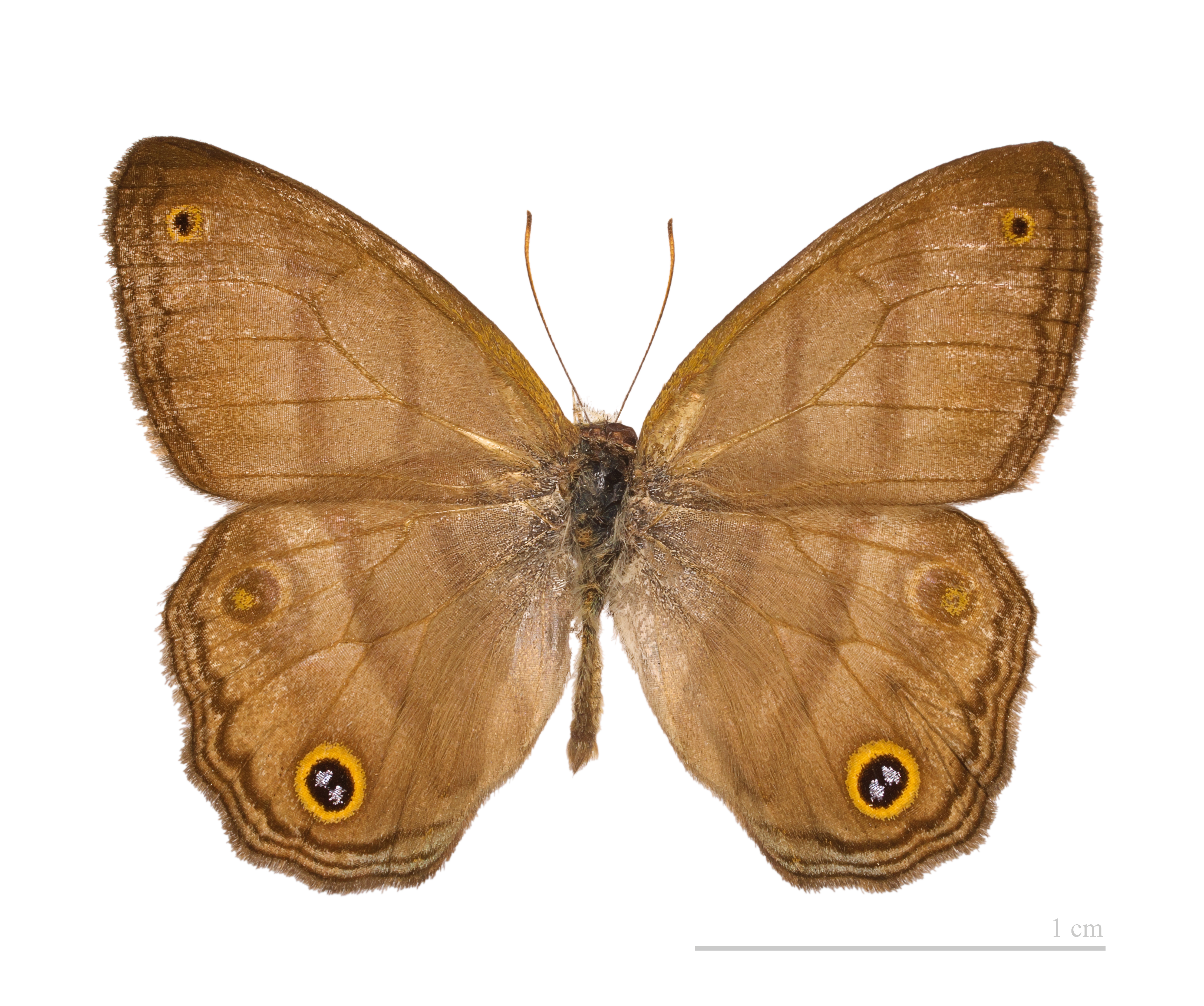
Avers du mâle (coll.MHNT)
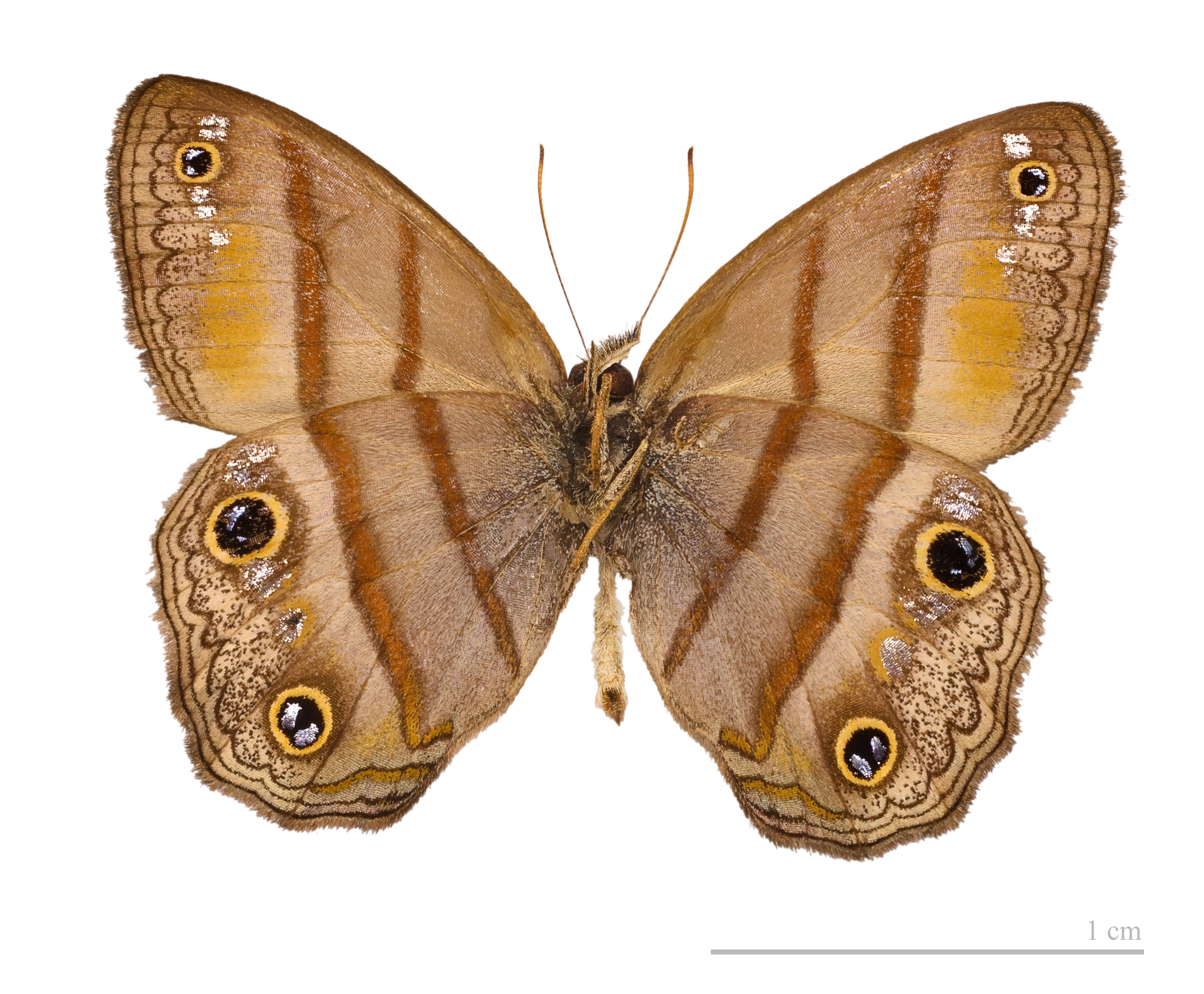
Revers du mâle (coll.MHNT)

## Biologie
Il vole toute l'année.

## Écologie et distribution
Cissia penelope est présent dans le nord de l'Amérique du Sud, en Guyane, au Surinam, à Trinité-et-Tobago et au Brésil.

### Biotope
Il réside aussi bien dans la forêt tropicale que dans les terres cultivées.

### Protection
Pas de statut de protection particulier.